# Artur Popek
Artur Popek (ur. 26 maja 1960 w Szczebrzeszynie) – polski malarz i grafik.

## Życiorys
W 1983 roku ukończył psychologię, a w 1984 – wychowanie plastyczne na Uniwersytecie Marii Curie-Skłodowskiej w Lublinie. W 1983 roku rozpoczął pracę jako asystent w Instytucie Wychowania Artystycznego UMCS (obecnie: Wydział Artystyczny). W latach 1991–1992 odbył staż doktorancki na Akademii Sztuk Pięknych w Warszawie. W 1992 roku uzyskał tytuł adiunkta I stopnia, II stopnia w 1998 roku. Od 2011 roku jest profesorem sztuk plastycznych, od 2013 – profesorem zwyczajnym. W latach 2012–2016 pełnił funkcję dziekana Wydziału Artystycznego UMCS.
Należy do Związku Polskich Artystów Plastyków, Stowarzyszenia Międzynarodowe Triennale Grafiki w Krakowie oraz Międzynarodowego Stowarzyszenia Małej Formy Graficznej w Barcelonie (ADOGI). Od 2000 roku związany z Grupą KRAK (Hollywood, USA). W latach 2000-2024 był dyrektorem artystycznym Society for Arts w Chicago. W latach 2001–2010 współpracował jako grafik-ilustrator z „Nowym Dziennikiem” wydawanym w Nowym Jorku.
Zorganizował blisko sto wystaw indywidualnych, m.in. w USA, Tajlandii, Wielkiej Brytanii, Niemczech, Słowacji, Białorusi. Brał udział w ponad 200 wystawach w kraju i na świecie. Jest autorem ponad 100 projektów katalogów, książek oraz druków akcydensowych. Laureat kilkunastu prestiżowych nagród i wyróżnień w zakresie grafiki i malarstwa – jego prace zdobyły międzynarodową renomę, znajdują się w zbiorach wielu uznanych galerii, muzeów oraz kolekcji prywatnych.
Tworzy grafiki w technikach metalowych (akwaforta, suchoryt), od 2003 także zajmuje się malarstwem. Głównymi tematami twórczości Artura Popka są: kondycja ludzi we współczesnym świecie widziana przez doświadczenie podróży (cykl malarski Peregrynacje), relacja człowieka z naturą (Bestiarium) czy problem transcendentnego upływu czasu (Tarcze).

## Najważniejsze wystawy indywidualne
- 1999 – 1112 Gallery, Society for Arts, Chicago, USA
- 2000 – Director's Guild of  America, Los Angeles, USA
- 2002 – Unlimited Art Gallery, Charlotte, USA
- 2006 – Friedrich Gallery – Seattle, Washington USA
- 2008 – Galeria Stara Prochownia, Warszawa, Polska
- 2013 – Canissius College Gallery, Buffalo, USA
- 2014 – Muzeum na Zamku, Lublin, Polska
- 2015 – Castle Gallery, Racalmuto, Włochy
- 2016 – Oglesby Gallery, Tallahassee; USA
- 2018 – Vienna Woods Gallery, Los Angeles, CA USA
- 2019 – Gadsden Arts Center & Museum - Quincy, FL USA
- 2019 – Gallery of Center of European Union & NATO - Tbilisi, Gruzja
- 2021 – Galeria Instytutu Polskiego – Bratysława, Słowacja
- 2022 – 1112 Gallery, Society for Arts, Chicago, USA